# Pseudocrossidium granulosum
Pseudocrossidium granulosum là một loài Rêu trong họ Pottiaceae. Loài này được (Thér.) S.P. Churchill mô tả khoa học đầu tiên năm 2000.